# Vagiennis
Els vagiennis o vagienins (en llatí vagienni, de vegades bagienni i fins i tot bagitenni a la Taula de Peutinger, en grec antic Βαγιεννοί) eren una tribu lígur que vivia al nord dels Alps Cottis i al sud del país del taurins.
Segons Plini el Vell, s'estenien cap a l'oest fons al mont Vesulus, (Monte Viso), a la cadena principal dels Alps. La seva ciutat principal, segurament la seva capital, era, sota domini romà, Augusta Vagiennorum, situada entre els rius Stura di Demonte i Tanaro, i ocupaven un territori extens. Gai Vel·lei Patèrcul diu que la colònia romana d'Eropedia (Ivrea) estava inclosa dins dels seus límits, però això podria ser un error. Plini el Vell diu que descendien dels caturiges, un dels pobles gals, però també diu clarament que eren lígurs. Sembla possible que els habitants de les valls dels Alps fossin lígurs en el seu origen, i que posteriorment es fusionessin o confonguessin amb els gals. No parla dels vagiennis cap historiador romà durant l'Imperi, encara que en temps de Plini eren una tribu independent, i la seva ciutat era un lloc important.